# WWE Clash of Champions
WWE Clash of Champions es un evento anual de pago por visión producido por la empresa de lucha libre profesional WWE. El evento se estableció en 2016 para la marca Raw, reemplazando a WWE Night of Champions a finales de septiembre del calendario de eventos pago por visión de WWE. Sin embargo, la edición de 2017 del evento se llevó a cabo en el espacio de diciembre y fue un evento de la marca SmackDown. Todos los eventos pago por visión de WWE se convirtieron en eventos de ambas marcas en 2018 después de WrestleMania 34, y aunque Clash of Champions se había anunciado para ese año, más tarde fue cancelado y reemplazado por WWE Evolution. En 2019, Clash of Champions fue reinstalado. Similar a Night of Champions, el concepto de Clash of Champions es que se defiende cada título de WWE; cuando el evento fue exclusivo de una marca en 2016 y 2017, solo se defendieron los títulos exclusivos de esas marcas en ese momento en la edición de 2020 por primera vez desde que se defienden todos los títulos el WWE Women's Tag Team Championship no fue defendido.

## Fechas y lugares
|  | Evento de Raw |  | Evento de SmackDown Live |

| Evento                    | Fecha                    | Lugar                         | Estadio                 | Asistencia | Evento principal                |
| ------------------------- | ------------------------ | ----------------------------- | ----------------------- | ---------- | ------------------------------- |
| Clash of Champions (2016) | 25 de septiembre de 2016 | Indianápolis, Indiana         | Bankers Life Fieldhouse | 13.467     | Kevin Owens vs. Seth Rollins    |
| Clash of Champions (2017) | 17 de diciembre de 2017  | Boston, Massachusetts         | TD Garden               | 14.318     | AJ Styles vs. Jinder Mahal      |
| Clash of Champions (2019) | 15 de septiembre de 2019 | Charlotte, Carolina del Norte | Spectrum Center         |            | Seth Rollins vs. Braun Strowman |
| Clash of Champions (2020) | 27 de septiembre de 2020 | Orlando, Florida              | Amway Center            | 0          | Roman Reigns vs. Jey Uso        |

## Ediciones

### 2016
Clash of Champions tuvo lugar el 25 de septiembre de 2016, desde el Bankers Life Fieldhouse en Indianápolis, Indiana, exclusivo de la marca Raw. El tema oficial del evento fue "Bulletproof" de Young Guns.

#### Antecedentes
En SummerSlam, Finn Bálor se convirtió en el primer Campeón Universal de la WWE al derrotar a Seth Rollins. Sin embargo, se vio obligado a dejar vacante el campeonato la noche siguiente en Raw debido a una lesión de hombro legítima sufrida durante el combate. Rollins, Kevin Owens, Big Cass y Roman Reigns ganaron combates para clasificarse para un Fatal Four-Way Elimination match la semana siguiente en Raw por el Campeonato Universal vacante. Después de que Owens eliminó a Cass, Triple H hizo su regreso para ayudar a Rollins a eliminar a Reigns, antes de traicionar a Rollins y ayudar a Owens a ganar el campeonato. La semana siguiente, Rollins se volvió face y atacó a Owens durante su ceremonia de celebración. El gerente general de Raw Mick Foley luego programó a Owens para defender su campeonato contra Rollins en Clash of Champions.
Rusev había sido programado para defender el Campeonato de los Estados Unidos contra Roman Reigns en SummerSlam, pero el combate no sucedió porque los dos se pelearon antes del combate, con Reigns de pie al final. Habiendo sido privado de su oportunidad por el Campeonato Universal de la WWE en el Fatal Four-Way Elimination match, Reigns se enfrentó a Owens en el episodio del 5 de septiembre de Raw. El gerente general Mick Foley prometió agregar a Reigns al combate por el título en Clash of Champions si podía derrotar a Owens en un combate no titular la semana siguiente. Reigns perdió el combate, primero por descalificación cuando Seth Rollins atacó a Owens. Foley luego reinició el combate, pero Rusev bajó al ring y distrajo a Reigns, permitiendo a Owens anotar la cuenta de tres. A Reigns se le concedió una revancha contra Rusev por el Campeonato de los Estados Unidos en Clash of Champions.
En SummerSlam, Charlotte derrotó a Sasha Banks para recuperar el Campeonato Femenino de Raw. Durante el combate, Banks sufrió una lesión de espalda legítima y luego se tomó un tiempo libre para sanar. En el episodio del 5 de septiembre de Raw, Bayley derrotó a Charlotte después de una distracción fallida de la valet de Charlotte, Dana Brooke. Banks insinuó su retiro, pero luego reveló que la autorizaron para competir en Clash of Champions e invocó su cláusula de revancha por el campeonato en el evento. La semana siguiente, una confrontación entre las cuatro mujeres llevó a un Triple Threat match para decidir a la retadora de Charlotte en Clash of Champions, donde Banks derrotó a BayBrooke para asegurar su oportunidad por el título, pero una semana después, después de que las repeticiones mostraron que los hombros de Banks y los de Bayley estaban cubiertos cuando Banks cubrió a Bayley, Bayley fue agregada al combate por el título, lo que lo convirtió en un Triple Threat match.

#### Resultados
- Kick-Off: Nia Jax derrotó a Alicia Fox (4:55).[8][9]
  - Jax cubrió a Fox después de un «Samoan Drop».
- The New Day (Big E & Kofi Kingston) (con Xavier Woods) derrotó a Luke Gallows & Karl Anderson y retuvo el Campeonato en Parejas de Raw (6:45).[8][10]
  - Kingston cubrió a Anderson después de un golpe de Woods con el trombón y un «Midnight Hour».
- T.J. Perkins derrotó a The Brian Kendrick y retuvo el Campeonato Peso Crucero de la WWE (10:31).[8][11]
  - Perkins forzó a Kendrick a rendirse con una «TJP Clutch».
  - Después de la lucha, Kendrick abrazó a Perkins en señal de respeto, pero después lo atacó con un cabezazo.
- Cesaro y Sheamus terminaron sin resultado en la séptima lucha de un Best of Seven Series (16:36).[8][12]
  - La lucha terminó por decisión del árbitro después de que determinara que ambos luchadores no podían continuar después de que Cesaro le aplicara a Sheamus un «Clothesline» derribándolos sobre la barricada.
  - Terminando 3-3
- Chris Jericho derrotó a Sami Zayn (15:22).[8][13]
  - Jericho cubrió a Zayn después de un «Codebreaker».
- Charlotte (con Dana Brooke) derrotó a Sasha Banks y Bayley y retuvo el Campeonato Femenino de Raw (15:28).[8][14]
  - Charlotte cubrió a Bayley después de un «Big Boot».
  - Durante la lucha, Brooke interfirió a favor de Charlotte.
- Roman Reigns derrotó a Rusev (con Lana) y ganó el Campeonato de los Estados Unidos (17:07).[8][15]
  - Reigns cubrió a Rusev después de un «Spear».
  - Durante la lucha, Lana interfirió a favor de Rusev, pero el árbitro la expulsó del ringside.
- Kevin Owens derrotó a Seth Rollins y retuvo el Campeonato Universal de la WWE (25:07).[8][16]
  - Owens cubrió a Rollins después de un «Pop-up Powerbomb».
  - Durante la lucha, Chris Jericho interfirió a favor de Owens.

### 2017
Clash of Champions 2017 tuvo lugar el 17 de diciembre de 2017 desde el TD Garden en Boston, Massachusetts. Fue un evento exclusivo de la marca SmackDown Live. El tema oficial del evento fue "Champion" de The Roots.

#### Antecedentes
En el episodio del 7 de noviembre de SmackDown, AJ Styles derrotó a Jinder Mahal para ganar el Campeonato de la WWE por segunda vez. Esto dio como resultado que Styles tomara el lugar de Mahal en el combate de Campeón de la WWE versus Campeón Universal de la WWE en Survivor Series contra Brock Lesnar de Raw, que Styles perdió. Mahal afirmó en Survivor Series que esperaba que Styles ganara para SmackDown, pero quería que Lesnar debilitara a Styles para poder recuperar fácilmente el Campeonato de la WWE. El siguiente SmackDown, Mahal desafió a Styles a una revancha por el campeonato en Clash of Champions, que Styles aceptó.
En el episodio del 14 de noviembre de SmackDown, Charlotte Flair derrotó a Natalya para ganar el Campeonato Femenino de SmackDown. Esto dio como resultado que Flair tomara el lugar de Natalya en el combate de Campeona Femenina de Raw versus Campeona Femenina de SmackDown en Survivor Series contra Alexa Bliss de Raw, que Flair ganó. Dos días después en SmackDown, se programó una revancha por el Campeonato Femenino de SmackDown, pero el combate terminó sin resultado después de que Flair y Natalya fueron atacadas por las debutantes en la lista principal Ruby Riott, Liv Morgan y Sarah Logan de NXT, más tarde conocidas como The Riott Squad. El 1 de diciembre, fue anunciado en WWE.com que Flair y Natalya tendrían una revancha por el Campeonato Femenino SmackDown en Clash of Champions. En el episodio del 5 de diciembre de SmackDown, Carmella y Lana, en nombre de Tamina, confrontaron al gerente general Daniel Bryan y se quejaron de que Natalya obtuviera una revancha por el título. Luego fueron interrumpidos por The Riott Squad, donde Riott también se quejó. Debido a sus argumentos, Bryan decidió hacer la revancha de campeonato entre Flair y Natalya un Lumberjack match con las seis mujeres sirviendo como leñadoras.
En el episodio del 21 de noviembre de SmackDown, el Campeón de los Estados Unidos, Baron Corbin, golpeó accidentalmente a Bobby Roode durante el Lumberjack match entre The New Day (Big E & Kofi Kingston) y Kevin Owens & Sami Zayn, lo que provocó una pelea entre todos los leñadores. La semana siguiente, mientras Roode estaba siendo entrevistado, Corbin interrumpió. Roode luego lanzó un desafío a Corbin por el Campeonato de los Estados Unidos, pero Corbin negó su solicitud. Sin embargo, el 1 de diciembre, se anunció que Corbin defendería el título en un Triple Threat match contra Roode y Dolph Ziggler en Clash of Champions. Los tres se confrontaron entre bastidores la semana siguiente, donde Ziggler afirmó que lo agregaron porque era un dos veces campeón mundial, cinco veces Campeón Intercontinental, ex-Campeón de los Estados Unidos, y cobró con éxito su maletín de Money in the Bank, a diferencia de Corbin, quien cobró su maletín sin éxito unos meses antes.
Durante el verano de 2017, Kevin Owens tuvo problemas con el comisionado Shane McMahon, lo que llevó a un Hell in a Cell match en Hell in a Cell donde Sami Zayn apareció para ayudar a Owens a derrotar a Shane. En el siguiente episodio de SmackDown, Zayn explicó que durante el Superstar Shake-up, se alegró de haber sido llevado a SmackDown, que se había llamado la «tierra de la oportunidad», pero nunca tuvo una oportunidad, y después de que Shane ignoró su advertencia sobre enfrentar a Owens, se dio cuenta de que a Shane realmente no le importaba y que Shane solo se preocupaba por sí mismo y por eso salvó a Owens. Dijo que a pesar de su dura historia, pasando de ser mejores amigos a amargos rivales, Owens seguía siendo su hermano y se dio cuenta de que Owens tenía razón todo el tiempo en sus acciones y agradeció a Owens. Tanto Owens como Zayn tuvieron la oportunidad de estar en el Team SmackDown en Survivor Series, pero perdieron sus combates de calificación. En Survivor Series, Owens y Zayn atacaron a Shane durante el 5-on-5 Survivor Series Elimination match entre marcas contra Team Raw, que SmackDown finalmente perdió. Unas semanas más tarde, Shane decidió que en Clash of Champions, Owens y Zayn se enfrentarían a Randy Orton y a un compañero de su elección, que Orton luego reveló que sería Shinsuke Nakamura. Posteriormente, Shane se anunció como el árbitro invitado especial mientras que también estipuló que si Owens y Zayn perdían en Clash of Champions, serían despedidos de la WWE. En el SmackDown final antes de Clash of Champions, el gerente general Daniel Bryan decidió agregarse como un segundo árbitro invitado especial para mantener el juzgamiento del combate imparcial.

#### Resultados
- Kick-Off: Mojo Rawley derrotó a Zack Ryder (6:55).[30][31]
  - Rawley cubrió a Ryder después de un «Running Forearm Smash».
- Dolph Ziggler derrotó a Baron Corbin (c) y Bobby Roode y ganó el Campeonato de los Estados Unidos (12:45).[32][33]
  - Ziggler cubrió a Corbin después de un «Zig Zag».
- The Usos (Jey Uso & Jimmy Uso) derrotaron a The New Day (Big E & Kofi Kingston) (con Xavier Woods), Shelton Benjamin & Chad Gable y Rusev & Aiden English y retuvieron el Campeonato en Parejas de SmackDown (12:00).[32][34]
  - Jey cubrió a Gable después de un «Samoan Splash».
- Charlotte Flair derrotó a Natalya en un Lumberjack Match y retuvo el Campeonato Femenino de SmackDown (10:35).[32][35]
  - Flair forzó a Natalya a rendirse con un «Figure Eight».
  - Las leñadoras fueron: Carmella, Lana, Naomi, Tamina, Ruby Riott, Liv Morgan y Sarah Logan.
- The Bludgeon Brothers (Harper & Rowan) derrotaron a Breezango (Fandango & Tyler Breeze) (1:55).[32][36]
  - Harper cubrió a Fandango con un «Double Crucifix Powerbomb».
- Kevin Owens & Sami Zayn derrotaron a Randy Orton & Shinsuke Nakamura (con Shane McMahon y Daniel Bryan como árbitros especiales invitados) (21:40).[32][37]
  - Zayn cubrió a Orton con un «Roll-up».
  - Durante la lucha, Shane actuó en contra de Owens & Zayn y favoreciendo a Orton & Nakamura, interrumpiendo la cuenta cuando Zayn cubría a Orton. A su vez, Bryan favoreció a Owens & Zayn y actuó en contra de Orton & Nakamura, realizando de manera rápida el conteo de tres para la victoria de éstos.
  - Como consecuencia, Owens & Zayn conservaron sus empleos en la WWE.
- AJ Styles derrotó a Jinder Mahal (con The Singh Brothers) y retuvo el Campeonato de la WWE (23:00).[32][38]
  - Styles forzó a Mahal a rendirse con un «Calf Crusher».
  - Durante la lucha, The Singh Brothers interfirieron a favor de Mahal.

### 2019
Clash of Champions 2019 tuvo lugar el 15 de septiembre de 2019 desde el Spectrum Center en Charlotte, Carolina del Norte. El tema oficial del evento fue "Champion" de Bishop Briggs.

#### Antecedentes
En el episodio del 12 de agosto de Raw, el Campeón Universal de la WWE Seth Rollins se enfrentó al Campeón de los Estados Unidos y miembro de The O.C. AJ Styles en una lucha de campeón contra campeón, que terminó sin resultado tras una pelea con los compañeros de Styles en The O.C. Luke Gallows & Karl Anderson, con Braun Strowman viniendo en ayuda de Rollins. La semana siguiente, Rollins y Strowman hicieron equipo y ganaron el Campeonato en Parejas de Raw de Gallows y Anderson. Rollins posteriormente fue programado para defender el Campeonato Universal y el Campeonato en Parejas de Raw junto a Strowman en Clash of Champions. En el episodio del 26 de agosto de Raw, Dolph Ziggler & Robert Roode ganaron un Tag Team Turmoil para ganar un combate por el Campeonato en Parejas de Raw en el evento, mientras que esa misma noche, Strowman desafió a Rollins por el Campeonato Universal, que Rollins aceptó.
En SummerSlam, Becky Lynch derrotó a Natalya en un Submission match para retener el Campeonato Femenino de Raw. En el siguiente Raw, Lynch dijo que respetaba a Natalya y lanzó un desafío al resto de la división femenina. Natalya luego salió con su brazo en un cabestrillo y dijo que se enfrentarían de nuevo. Ella fue interrumpida por el regreso de Sasha Banks, que fue vista por última vez en WrestleMania 35. Banks abrazó a Natalya, pero luego la atacó, cambiándose a heel. Lynch acudió en ayuda de Natalya, pero Banks la atacó con una silla. Más tarde, Lynch fue programada para defender el Campeonato Femenino de Raw contra Banks en Clash of Champions.
Mientras Roman Reigns se estaba preparando para anunciar a su oponente para SummerSlam en el episodio del 30 de julio de SmackDown, una persona no identificada empujó el equipo de iluminación tras bastidores sobre Reigns. Originalmente se alegaba que el atacante era Samoa Joe debido a su anterior feudo con Reigns, pero se demostró que era inocente luego de que el automóvil de Reigns fuera chocado con Reigns adentro en el estacionamiento de una arena, de lo cual Joe fue testigo. Buddy Murphy se convirtió en sospechoso/testigo cuando fue visto en el fondo en las imágenes del ataque original, lo que provocó que Reigns obligara a Murphy a revelar que el atacante era Erick Rowan. En el Kickoff de SummerSlam, Rowan atacó a Murphy por la acusación. Rowan y su compañero de equipo, Daniel Bryan, obligaron a Murphy a revelar que estaba mintiendo y llevaron a cabo su propia investigación para descubrir que el atacante de Reigns era un hombre que se parecía a Rowan. Sin embargo, Reigns encontró imágenes adicionales que mostraban a Rowan empujando el equipo. Esto causó que Bryan y Rowan se separaran debido a que Rowan mintió, y se programó un enfrentamiento entre Reigns y Rowan para Clash of Champions, que más tarde se convirtió en un No Disqualification match.

#### Resultados
- Kick-Off: Drew Gulak derrotó a Humberto Carrillo y Lince Dorado y retuvo el Campeonato Peso Crucero de la WWE (10:05).[52][53]
  - Gulak cubrió a Dorado con un «O'Connor Roll».
- Kick-Off: AJ Styles derrotó a Cedric Alexander y retuvo el Campeonato de los Estados Unidos (4:55).[52][54]
  - Styles cubrió a Alexander después de un «Styles Clash».
  - Después de la lucha, The O.C. atacó a Alexander.
- Dolph Ziggler & Robert Roode derrotaron a Seth Rollins & Braun Strowman y ganaron el Campeonato en Parejas de Raw (9:40).[55][56]
  - Roode cubrió a Rollins después de un «Glorious DDT».
- Bayley derrotó a Charlotte Flair y retuvo el Campeonato Femenino de SmackDown (3:45).[55][57]
  - Bayley cubrió a Flair después de golpearla contra un esquinero sin protección.
- The Revival (Dash Wilder & Scott Dawson) derrotaron a The New Day (Big E & Xavier Woods) y ganaron el Campeonato en Parejas de SmackDown (10:15).[55][58]
  - Dawson forzó a Woods a rendirse con un «Inverted Figure Four Leglock».
- Alexa Bliss & Nikki Cross derrotaron a Mandy Rose & Sonya Deville y retuvieron el Campeonato Femenino en Parejas de la WWE (9:05).[55][59]
  - Cross cubrió a Rose después de un «The Purge».
  - Durante la lucha, R-Truth se metió al ring mientras huía de varios luchadores que querían el Campeonato 24/7.
- Shinsuke Nakamura (con Sami Zayn) derrotó a The Miz y retuvo el Campeonato Intercontinental (9:35).[55][60]
  - Nakamura cubrió a The Miz después de un «Kinshasa».
  - Durante la lucha, Zayn interfirió a favor de Nakamura.
- Sasha Banks derrotó a la Campeona Femenina de Raw Becky Lynch por descalificación (20:00).[55][61]
  - Lynch fue descalificada después de golpear al árbitro con una silla.
  - Después de la lucha, ambas luchadoras se atacaron mutuamente.
  - Como resultado, Lynch retuvo el título.
- Kofi Kingston derrotó a Randy Orton y retuvo el Campeonato de la WWE (20:50).[55][62]
  - Kingston cubrió a Orton después de un «Trouble in Paradise».
- Erick Rowan derrotó  a Roman Reigns en un No Disqualification Match (17:25).[55][63]
  - Rowan cubrió a Reigns después de un «Iron Claw».
  - Durante la lucha, Luke Harper interfirió a favor de Rowan.
- Seth Rollins derrotó a Braun Strowman y retuvo el Campeonato Universal de la WWE (11:00).[55][64]
  - Rollins cubrió a Strowman después de un «Pedigree» y un «Curb Stomp».
  - Después de la lucha, "The Fiend" Bray Wyatt atacó a Rollins.

### 2020
Clash of Champions 2020 tuvo lugar el 27 de septiembre de 2020 desde el Amway Center en Orlando, Florida. El tema oficial del evento fue "The Champion" de The Score.

#### Resultados
- Kick-Off: Cesaro & Shinsuke Nakamura derrotaron a Lucha House Party (Kalisto & Lince Dorado) (con Gran Metalik) y retuvieron el Campeonato en Parejas de SmackDown (10:45).[65][66]
  - Nakamura cubrió a Kalisto después de un «Cesaro Swing» seguido de un «Kinshasa».
- Sami Zayn derrotó a Jeff Hardy  (c) y AJ Styles en un Ladder Match y ganó el Campeonato Intercontinental (26:35).[67][68]
  - Zayn ganó la lucha después de descolgar los campeonatos.
- Asuka derrotó a Zelina Vega y retuvo el Campeonato Femenino de Raw (7:05).[67][69]
  - Asuka forzó a Vega a rendirse con un «Asuka Lock».
  - Después de la lucha, Vega atacó a Asuka.
- Bobby Lashley (con MVP & Shelton Benjamin) derrotó a Apollo Crews (con Ricochet) y retuvo el Campeonato de los Estados Unidos (8:15).[67][70]
  - Lashley forzó a Crews a rendirse con un «Full Nelson».
- The Street Profits (Angelo Dawkins & Montez Ford) derrotaron a Andrade & Angel Garza y retuvieron el Campeonato en Parejas de Raw (8:15).[67][71]
  - Dawkins cubrió a Andrade después de un «Spinebuster».
  - Andrade había levantado el hombro antes de la cuenta de tres, pero el árbitro no lo vio.
- La Campeona Femenina de Raw Asuka derrotó a la Campeona Femenina de SmackDown Bayley por descalificación (3:45).[67][72]
  - Bayley fue descalificada después de atacar a Asuka con una silla.
  - Como resultado, Bayley retuvo el título.
  - Después de la lucha, Sasha Banks atacó a Bayley.
  - Originalmente, Nikki Cross era la oponente de Bayley, pero fue reemplazada por Asuka debido a razones desconocidas.
  - El Campeonato Femenino de Raw de Asuka no estuvo en juego.
- Drew McIntyre derrotó a Randy Orton en un Ambulance Match y retuvo el Campeonato de la WWE (21:35).[67][73]
  - McIntyre ganó la lucha después de meter a Orton en la ambulancia.
  - Durante la lucha, The Big Show, Christian y Shawn Michaels interfirieron a favor de McIntyre.
  - Después de la lucha, Ric Flair manejó la ambulancia, para sacarla de la arena con Orton noqueado.
- Roman Reigns (con Paul Heyman) derrotó a Jey Uso y retuvo el Campeonato Universal de la WWE (22:55).[67][74]
  - Reigns ganó la lucha después de que Jimmy Uso lanzara una toalla para detener la lucha.